# Carl Gustav Kreischer
Carl Gustav Kreischer (* 8. August 1833 in Berthelsdorf; † 12. September 1891 in Freiberg) war ein deutscher Bergingenieur, Lehrer und Bibliothekar.

## Biographie
Kreischer wirkte seit 1853 als Lehrer der Realgegenstände an der allgemeinen Stadtschule zu Zittau. Michaelis 1858 begann er an der Bergakademie Freiberg ein Studium des Berg- und Maschinenfaches, das er 1861 abschloss. Bereits am 27. Juni 1860 legte er das Staatsexamen mit dem Prädikat „vorzüglich“ ab.
Nachdem Kreischer von der beabsichtigten Gründung der Bergschule Zwickau Kenntnis erlangt hatte, bewarb sich der Bergwerkskandidat am 6. Januar 1862 noch während seines praktischen Arbeitskurses für die Besetzung der Lehrerstelle. In seinem Schreiben legte Kreischer dar, dass er den auch schon früher ausgeübten Lehrerberuf fortführen wolle und die akademische Studienzeit dem Ziel der Ausübung des Lehrberufs in den technischen Fächern folge. Aus mehreren Bewerbern wurde Kreischer durch das Bergschulcomité zum ersten Hauptlehrer berufen und ihm zugleich die Leitung der Bergschule mit einer jährlichen festen Remuneration von 600 Talern übertragen. Im Oktober 1862 nahm sie den Unterricht auf.
Die Funktionen hatte Kreischer über neun Jahre inne, 1871 folgte er einem Ruf an die Bergakademie. Als Nachfolger des in den Ruhestand getretenen Professors Moritz Ferdinand Gätzschmann übernahm Kreischer den Lehrstuhl für Bergbau und Aufbereitungskunde. Zugleich erfolgte seine Berufung zum Bibliothekar der Bücherei der Bergakademie. 1880 wurde Bergrat Kreischer in die neu geschaffene Schlagwetterkommission berufen. 1891 erkrankte Kreischer schwer und verstarb.
Neben der Übersetzung von Fachpublikationen zur Untersuchung von Unfällen im Bergbau aus dem Englischen publizierte Kreischer ebenfalls über seine gemeinschaftlich mit Clemens Winkler durchgeführten Versuche zur Wirksamkeit von Sicherheitslampen beim Auftreten von Schlagwettern.
Er war Träger des Albrechts-Ordens 1. Klasse.

## Schriften
- Die Lührig’sche Kohlenwäsche, in: Jahrbuch für das Berg- und Hüttenwesen im Königreiche Sachsen auf das Jahr 1878, S. 83–104.
- Beitrag einer vergleichenden Unfallstatistik für den englischen und sächsischen Steinkohlenbergbau., in: Jahrbuch für das Berg- und Hüttenwesen im Königreiche Sachsen auf das Jahr 1880, S. 113–136.
- Über Veränderungen und Verbesserungen bei den Kohlenwäschen nach Lührig's System., in: Jahrbuch für das Berg- und Hüttenwesen im Königreiche Sachsen auf das Jahr 1881, S. 123–136.
- Vorläufiger Bericht der englischen Grubenunfallcommission. Übersetzt und mit erläuternden Bemerkungen versehen., in: Jahrbuch für das Berg- und Hüttenwesen im Königreiche Sachsen auf das Jahr 1882, S. 179–226.
- mit Clemens Winkler: Untersuchung über Sicherheitslampen. Bericht an die Königlich Sächsische Commission zur Revision der bergpolizeilichen Sicherheitsvorschriften, in: Jahrbuch für das Berg- und Hüttenwesen im Königreiche Sachsen auf das Jahr 1884, S. 1–77.
- Rettungsapparate beim Bergbaue und speciell über den Fleußapparat., in: Jahrbuch für das Berg- und Hüttenwesen im Königreiche Sachsen auf das Jahr 1886, 147–162.